# Giovanni Galbaio
Giovanni Galbaio fue el octavo dux de Venecia (787-804) según la tradición, y el sexto según los datos históricos verificables. Sucedió a su padre Maurizio Galbaio, que le había asociado como dux en 778. El emperador bizantino León IV el Jázaro reconoció su título ese mismo año, aunque el intento de establecer una monarquía hereditaria hacía peligrar el propio gobierno de Maurizio.
Giovanni había sido brevemente cautivo del rey lombardo Desiderio luego de una campaña en Istria, pero su padre, envió embajadores a través del papa al rey franco Carlomagno pidiendo la liberación de Giovanni.
Después de heredar sin elección previa el cargo de su padre, Giovanni lanzó una serie de agresiones contra el patriarca de Grado, representante de la Iglesia y su oposición a la trata de esclavos. El patriarca de hecho había instigado durante el reinado de Maurizio la confiscación y expulsión de los mercaderes venecianos en la Pentápolis, pero Carlomagno, obediente hijo de la Iglesia y entonces rey de los lombardos, apoyó la abolición de la esclavitud en sus dominios, lo que hizo resentirse el comercio veneciano en el mar Adriático. Giovanni acordó con la emperatriz Irene el nombramiento de su hijo Maurizio como codux.
Tratando de contrarrestar la influencia del patriarca, Giovanni nombró a su sobrino Cristóbal obispo de Olivolo. El patriarca se negó a consagrarle, oficialmente por su edad, pero realmente por su aversión a los francos. Maurizio fue enviado contra Grado con una flotilla de barcos, que tomaron la ciudad y mataron al anciano patriarca lanzándolo desde una torre. La oposición a la familia Galbaio huyó a Treviso, mientras que el sobrino del patriarca, Fortunato, era elegido en su lugar y se refugiaba en la corte franca. En 803, los opositores se pusieron bajo el mando de Obelerio Antenoreo y regresaron a Venecia, forzando la huida de Giovanni, Maurizio y Cristóbal a Mantua, en la que el dux probablemente murió. Le sucedió Antenoreo.
Los Galbaio más tarde retornarían a Venecia bajo el nombre de Querini.